# 1238 Predappia
1238 Predappia är en asteroid i huvudbältet som upptäcktes den 4 februari 1932 av den italienska astronomen Luigi Volta. Asteroidens preliminära beteckning var 1932 CA. Asteroiden fick senare namn efter den lilla italienska byn Predappio, diktatorn Benito Mussolinis födelseplats och sedermera den by där han ligger begravd.
Den tillhör asteroidgruppen Adeona.
Predappias senaste periheliepassage skedde den 19 april 2019.[Uppdatering behövs] Dess rotationstid har beräknats till 8,94 timmar.